# Gods & Monsters (chanson)
Cet article concerne la chanson de Lana Del Rey. Pour le jeu vidéo d'Ubisoft Québec, voir Gods & Monsters (jeu vidéo).

Gods & Monsters est une chanson de la chanteuse américaine et auteure-compositrice Lana Del Rey, de son troisième album Paradise et de la réédition de son premier album Born to Die, Born to Die: The Paradise Edition. Gods & Monsters a été publiée le 9 novembre 2012, avec le reste de l'album Paradise.
Jessica Lange a repris la chanson dans la série American Horror Story: Freak Show. Cette reprise a été publiée en versions numériques le 22 octobre 2014. En 2024, la chanson est reprise par la chanteuse autrichienne Soap&Skin pour son album TORSO.

## Utilisation dans les médias
Avec Body Electric et Bel Air, Gods & Monsters a été présenté dans le court-métrage de Lana, Tropico. À la suite de la sortie du film, un album du même nom qui a comporté les trois chansons en vedette dans le film a été diffusé sur l'iTunes, le 6 décembre 2013.
Cette chanson illustre un passage du documentaire Le mystère de Jérôme Bosch de José Luis Lopez-Linares.

## Réception critique
Gods & Monsters a reçu des commentaires de mitigés à positifs par la critique. Idolator, Carl Williot, a déclaré que 

« Sur le papier, les pièces de Gods & Monsters pourraient être un outtake trash de Rihanna, S&M: j'étais un ange, / qui cherchent à se faire baiser dur... Fuck yeah, donnez-le-moi / C'est le paradis, ce que je veux vraiment. Mais les paroles sont livrées avec une telle sensualité que cela pourrait être une grande déclaration sur le sexe, que ce soit ou non l'intention de Lana Del Rey. »

Slant Magazine dit que rien sur Paradise, à l'exception de Burning Desire et Gods & Monsters, n'était aussi bon que les chansons de Born to Die.

## Performance commerciale
En raison de la popularité de Paradise, Gods & Monsters, ainsi que plusieurs autres chansons, avait terminé dans les charts dans plusieurs territoires en 2012. La chanson est arrivée au top 40 dans le Royaume-Uni, avec un pic au numéro 39[style à revoir] en raison de son utilisation dans une publicité pour EastEnders - Qui a Tué Lucy ?. Il a également atteint le numéro 15 au U.S Rock Song Chart.
Gods & Monsters a gagné en popularité en 2014, après qu'elle a été reprise par Jessica Lange dans American Horror Story: Freak Show.

## Graphiques
| Tableau (2012-14)             | Pic position |
| ----------------------------- | ------------ |
| UK Singles (UK Singles Chart) | 39           |
| US Hot Rock Song (Billboard)  | 15           |

## Reprise par Jessica Lange
En 2014, l'actrice Américaine Jessica Lange reprend Gods & Monsters pour American Horror Story: Freak Show dans l'épisode Edward Mordrake (Partie 1). La reprise a été publiée le 22 octobre 2014.

### Réception critique
La reprise a reçu des critiques largement positives de la critique et les fans d'American Horror Story et Lana Del Rey. Spin.com fait l'éloge de la chanson, mais il a critiqué le fait de censurer certains des passages les plus explicites. Le Huffington Post a appelé la reprise d'« Effrayante réédition » et le point culminant de l'épisode. BuzzFeed dit que Jessica Lange avait « tué » la chanson.